# The Married Monk
Pour les articles homonymes, voir Monk (homonymie).
The Married Monk est un groupe de rock français, originaire de Rennes, en Ille-et-Vilaine. Le groupe, qui chante en anglais, est formé en 1993, et est auteur de six albums.

## Biographie
Le groupe est formé en 1993 à Rennesautour de Christian Quermalet, Philippe Lebruman et Franck Dorange. Après Rennes, le groupe s'est  installé à Paris. Il est actuellement composé de Christian Quermalet, Mitch Pirès, Tom Rocton et Benoît Burello.
La composition du groupe a varié au fil des années. Christian Quermalet est le seul membre d'origine. Parmi les anciens membres, on peut citer notamment : Philippe Lebruman, Étienne Jaumet, Franck Dorange, Cyril Quermalet (frère de Christian), Fabio Viscogliosi, Stephane Bodin, Nicolas Laureau et Arnaud Dumatin.
Leur troisième album, produit comme le précédent par Jim Waters, est intitulé R/O/C/K/Y et enregistré à Tucson. Il fait participer Joey Burns, de Calexico, et Yann Tiersen,.
Après une pause de quelques années, ils font leur retour sur scène en 2012.
Une réédition en double vinyle de l'album The Belgian Kick est parue en novembre 2015 sur le label Gonzaï records,,.
Dix ans après la sortie du cinquième album, Elephant People, considéré comme le dernier, The Married Monk crée la surprise en annonçant la sortie d'Headgearalienpoo en mai 2018.

## Collaborations
En 1998, sur le disque caritatif Comme un seul Homme, ils font un duo avec Superflu sur la chanson Nous voilà beaux. Les Married Monk ont effectué une collaboration avec Yann Tiersen sur l'album Tout est calme sorti en 1999.
Christian Quermalet a joué sur plusieurs albums et concerts de Yann Tiersen et a collaboré avec le groupe Les Tétines Noires.
Ils collaborent en tant que compositeurs et groupe live à l'opéra pop Elephant People mis en scène par Renaud Cojo qui tourne en France entre 2008-2009.

## Discographie
- 1993 : There's the rub (Rosebud/Barclay)
- 1994 : Get On (EP, Rosebud/Barclay)
- 1996 : The Jim Side (Rosebud/Barclay)
- 2001 : R/O/C/K/Y (Ici d'Ailleurs/Wagram)
- 2004 : The Belgian Kick (Ici d'Ailleurs/Wagram)
- 2008 : Elephant People (Ici d'Ailleurs)
- 2018 : Headgearalienpoo (Ici d'Ailleurs)